# Magyar Éva (színművész, 1976)
Magyar Éva (Eger, 1976. április 15. –) magyar színésznő.

## Életpályája
Egerben született, 1976. április 15-én. 1994-ben végzett a szentesi Horváth Mihály Gimnázium drámai tagozatán. Pályáját szülővárosában a Gárdonyi Géza Színházban kezdte. 1997-től a kecskeméti Katona József Színház társulatának tagja. 
Férje Fazakas Géza színész.

## Fontosabb színházi szerepei
- William Shakespeare: Sok hűhó semmiért.... Margit
- William Shakespeare: Othello, a néger mór.... Emília, Jago felesége
- William Shakespeare: Makrancos hölgy avagy A hárpia megzabolázása.... Apród;  II. boszorkány
- Carlo Goldoni: Mirandolina.... Dejanira, színésznő
- Carlo Goldoni: Nyaralás.... Brigida, Giacinta szobalánya
- Carlo Goldoni: Hebehurgya hölgyek.... Felicita
- Molière: Don Juan.... Mari
- Molière: A képzelt beteg.... Béline
- Molière: Tartuffe.... Marianne
- Friedrich Schiller: Ármány és szerelem.... Sophie, Lady Milford kegyencnője
- Anton Pavlovics Csehov: Három nővér.... Mása
- Ivan Szergejevics Turgenyev: Egy hónap falun... Lizaveta Bogdanovna, társalkodónő
- Jevgenyij Lvovics Svarc: A király meztelen.... Nevelőnő
- Eugène Ionesco: A kopasz énekesnő.... A szobalány
- Bertolt Brecht: A jóember Szecsuánból.... Sógornő
- Bertolt Brecht: Baal... Sophie Barger
- Ray Cooney: Páratlan páros .... Barbara Smith
- Ray Cooney: Páratlan páros 2. .... Barbara Smith
- Ray Cooney: Család ellen nincs orvosság.... Jane Tate
- Ray Cooney – John Chapman: Ne most, drágám!.... Miss Tipdale
- Ken Kesey: Száll a kakukk fészkére.... Flinn nővér
- John Harold Kander – Fred Ebb – Bob Fosse: Chicago.... Morton Mama
- Paolo Taviani – Vittorio Taviani – Ennio Morricone: Előre hát fiúk!.... Charlotte, Fulvio régi szeretője
- Robert Thomas: Nyolc nő.... Augustine
- James Rado – Gerome Ragni – McDermot: Hair.... Crissy
- Georg Büchner: Danton halála.... Rosalie, kis nő
- Ruzante: Az anconai özvegy.... Bessa, Doralice szobalánya
- Lionel Bart: Oliver.... Corney asszony
- Alan Alexander Milne: Micimackó.... Nyuszi
- Maurice Maeterlinck: A kék madár.... Szomszédasszony; Alkonytündér; Végzet; Fenyő
- Andrew Bergman: Társasjáték New Yorkban.... Trudy
- Ferdinand von Schirach: Terror... Bírósági elnök
- Simon Gray: A játék vége... Marianne
- Georges Feydeau: Meglőttük a fényes sellőt.... Sellő
- Jacques Offenbach: Orfeusz az alvilágban.... Diana
- Arisztophanész: Lüszisztraté.... Nő 3
- Euripidész: Alkésztisz.... Alkésztisz
- Jean de Létraz: Tombol az erény.... Susanne
- Tim Firth: Naptárlányok....Annie
- Csokonai Vitéz Mihály: Dorottya.... Orsolya
- Csokonai Vitéz Mihály: Az özvegy Karnyóné s két Szeleburdiak.... Kuruzs
- Fazekas Mihály – Schwajda György: Lúdas Matyi.... Anyóka
- Szép Ernő: Vőlegény.... Mariska, Papa és Anya lánya
- László Miklós – Mohácsi István – Mohácsi János: Illatszertár.... Molnár kisasszony
- Gosztonyi János: A mi Józsink.... Széplaki Rézi, drámai szende
- Tasnádi István: Finito.... Reszlik Hajnalka Myrtill, riporter
- Tasnádi István: Malacbefőtt.... Böbe
- Pozsgai Zsolt: Kecskeméti Kiskondás.... Izolda, udvarhölgy
- Müller Péter Sziámi – Müller Péter – Tolcsvay László: Isten pénze.... Mrs. Fezziwig
- Molnár Ferenc – Kocsák Tibor – Miklós Tibor: A Vörös Malom.... Palmyra
- Dés László – Geszti Péter – Békés Pál: A dzsungel könyve.... Tuna
- Cseke Péter – Kocsis L. Mihály: Újvilág passió... Claudia Procula, Pilátus felesége
- Lévay Szilveszter – Michael Kunze: Elisabeth.... Ludovika, bajor hercegné
- Juhász Levente – Galambos Attila – Szente Vajk: A beszélő köntös... A délceg, magas Katona Magdolna
- Antoine de Saint-Exupéry: A kis herceg.... Róka
- Csukás István: Ágacska.... Egér
- Romhányi József: Hamupipőke.... Hamupipőke
- Lázár Ervin: A négyszögletű kerek erdő.... Aromo
- Grimm fivérek – Zalán Tibor: Csipkerózsika és a fiú.... Tizenharmadik Tündér
- Zalán Tibor: A shówkirálynő.... Folyondár; Szobalány; Ügyelő; Rózsa; Rabló; Manó
- Dobay András – Muszty Bea: MacVedel a kalózkísértet.... Vasorrú bába
- Szente Béla – Gulyás Levente: Rigócsőr király... Zita, Gábor király anyja; Tejesasszon; Kofa, Vera né’
- Eisemann Mihály: Bástyasétány 77.... Bözsi
- Eisemann Mihály: Fekete Péter.... Mari
- Eisemann Mihály – Békeffi István – Halász Imre: Egy csók és más semmi.... Robicsekné
- Méhes György – Németh Virág: Micsoda társaság!.... Pindur

## Díjai, elismerései
- Radó-díj (2003)
- Pék Matyi-díj (2010)
- Legjobb női epizodista – ESTeM-díj 2013
- Magyar Arany Érdemkereszt (2021)